# Maria Sajdak
Maria Springwald (Cracóvia, 30 de julho de 1991) é uma remadora polonesa, medalhista olímpica.

## Carreira
Springwald competiu nos Jogos Olímpicos de 2016, no Rio de Janeiro, onde conquistou a medalha de bronze no skiff quádruplo com Joanna Leszczyńska, Agnieszka Kobus e Monika Ciaciuch.